# Anna Vaughan
Anna Vaughan (* 28. September 1940 in Bearsted, Kent, Vereinigtes Königreich; † 21. Mai 2021 in Salzburg, Österreich) war eine britische Regisseurin, Choreographin, Tänzerin, Professorin und Dozentin. 

## Leben
Als Tochter eines Organisten und einer Pianistin wurde Vaughan in Bearsted in der englischen Grafschaft Kent geboren. Sie erhielt eine Ausbildung als Tänzerin an der Royal Ballet School in London sowie in Schauspiel, Gesang, Pantomime und Jazztanz. Anschließend war sie Tänzerin am Royal Opera House in Covent Garden und am Sadler’s Wells, dann in Paris Solistin in international renommierten Compagnien, wie denen von Léonide Massine und Maurice Béjart.

### Karriere
Erste Choreographien produzierte sie in Graz und am Theater an der Wien, so bei Der Mann von la Mancha mit Josef Meinrad in der Titelrolle. Für den ORF choreographierte sie auch verschiedene Fernsehshows. Am Landestheater Linz wurde sie Ballettchefin und choreographierte u. a. die deutschsprachige Erstaufführung von Silk Stockings (Premiere am 5. Oktober 1974) und hatte dort ihr Regiedebüt mit der Produktion Godspell, die zu den Wiener Festwochen eingeladen wurde. 
Später wechselte sie an das Salzburger Landestheater und choreographierte eigene Ballettproduktionen sowie Musicals. Am 18. September 1985 fand hier die deutsche Erstaufführung von Oliver! mit ihrer Choreographie statt. Vaughan unterrichtete am Wiener Max Reinhardt Seminar, später an der Hochschule der Künste in Berlin sowie an der August Everding Schule in München.
In Deutschland, Österreich und der Schweiz inszenierte und choreographierte sie etwa 35 verschiedene Musicals (häufig auch mehrfach), darunter The Rocky Horror Show, West Side Story, Jesus Christ Superstar, Evita, Anatevka, La Cage aux Folles und Linie 1. In der Schweiz arbeitete sie mit Steve Barton und Eric Lee Johnson bei The Fantasticks, Kiss me Kate und Godspell zusammen.
Die Intendantin der Berliner Kammerspiele, Edith Zöllner, holte sie 1984 nach Berlin, wo Vaughan in dem Theater in Moabit  mit Godspell ihr Berlin-Debüt gab. Unmittelbar danach inszenierte sie am Theater des Westens die deutschsprachige Erstaufführung von Peter Pan mit Ute Lemper in der Titelrolle (Premiere am 21. Dezember 1984). An den Berliner Kammerspielen erarbeitete sie in den Folgejahren als Hausregisseurin die Produktionen Elvis mit Felix Martin, The Rocky Horror Show, Vom dicken Schwein, das dünn werden wollte von Jérôme Savary, Das Dschungelbuch, Der kleine Horrorladen und Pinocchio.
Ihre erste Arbeit in Ostdeutschland nach der Wende war im Januar 1993 Anatevka am Opernhaus Halle, es folgten Godspell und Der Mann von La Mancha. Sie inszenierte 1996 unter René Kollos Intendanz die Wiedereröffnungspremiere des Metropol-Theaters in Berlin mit der Lehár-Operette Das Land des Lächelns, bei der Kollo selbst am 8. April die Hauptpartie sang.

## Rezeption
Friedrich Luft in der Berliner Morgenpost über Anna Vaughans Inszenierung von Der kleine Horrorladen an den Berliner Kammerspielen: 

„…Inszeniert hat es, sozusagen unterm Dach, Anna Vaughan aber auch hübsch, zügig und einfallsreich. Gespielt, gesungen, getanzt und verhohnepipelt wird die schöne Schauergeschichte von den meist blutjungen Darstellern gut gelaunt und kompetent... Dies sollten auch möglichst viele sogenannte Erwachsene sehen! Es lohnt für jedes Alter.“